# Reduzierter Wechsler-Intelligenztest
Der Reduzierte Wechsler-Intelligenztest (WIP) ist ein Intelligenztest. Er wurde aus einer statistisch begründeten Untertestselektion des Hamburg-Wechsler-Intelligenztests für Erwachsene, deutsche Adaptation der international verbreiteten amerikanischen Wechsler-Skalen, von Gerhard Dahl entwickelt. Eine erste Version des Tests wurde 1968 veröffentlicht und zunächst als Reduzierter Wechsler-Intelligenztest für Psychiatrisch Kranke zitiert, womit die Abkürzung WIP eingeführt war. 1972 und 1986 wurden Auflagen eines WIP-Handbuches unter Beibehaltung der Abkürzung veröffentlicht. Der Test wird seitdem zur Schätzung des Intelligenzquotienten mittels HAWIE-Gesamt-IQ als eigenständiger und standardisierter Kurztest angewendet.

## Testaufbau
Der WIP besteht aus nur vier der insgesamt elf Untertests des Wechsler-Gesamttests:
1. Allgemeines Wissen (AW): 25 Fragen (politische Persönlichkeiten, Geographie, Geschichte, Literatur, Fremdwörter etc.) zum "Wissensumfang".
2. Gemeinsamkeitenfinden (GF): Für 12 Wortpaare Gemeinsamkeiten benennen zur "Abstraktionsfähigkeit und begriffliche Vorstellung".
3. Bilderergänzen (BE): Zu 15 Bildern eindeutig fehlende Einzelheiten benennen zur "(optischen) Differenzierungsfaehigkeit im Hinblick auf das Erfassen des Wesentlichen".
4. Mosaik-Test (MT): Nachbilden sieben abgebildeter Muster mit Hilfe farbiger Klötze zu "visuelles Vorstellungsvermögen, Kombinatorik und Konstruktivität".

Zum Testmaterial gehören Formblätter (Form 72 oder 86) und zusätzliches Material aus dem HAWIE: Testheft Bilderergänzen (BE) und das Kästchen mit 16 Mosaiksteinen im Mosaiktest (MT)
Mit diesen vier Subtests kann in einer kurzen Darbietungszeit von etwa 15 Minuten der Gesamt-IQ zuverlässig ermittelt werden. Wird nur diese Aussage benötigt, muss nicht der gesamte HAWIE durchgeführt werden und die zeitliche Belastung für klinische Patienten wird geringer (Testökonomie). Der Test benötigt in der Auswertung 5 bis 8 Minuten.
Die beiden Formen des WIP unterscheiden sich in den Anwendungsbereichen:
- WIP 72 wird als Kurzform zur Schätzung des HAWIE-IQ für Probanden von 10 – 79 Jahren eingesetzt. In der klinischen Psychologie dient er zur standardisierten Messung der intellektuellen Leistungsfähigkeit bei neuropsychiatrischen Patienten[3]
- WIP 86 ist die statistisch weiterentwickelte Form. Sie findet Anwendung im Bereich der beratenden Eignungsdiagnostik, der pädagogischen oder der Arbeitspsychologie zur Intelligenz-Diagnostik bei normal-gesunden Probanden.[4]

Für beide Anwendungsbereiche sind in den Handbüchern Normwerte ermittelt worden, die die Intelligenz als Gesamt-IQ hinsichtlich Validität, Reliabilität und Objektivität ebenso zuverlässig erfassen wie der vollständige Wechslertest. Aufgrund der Richtlinien der DIN 33430 müssen diese Normen inzwischen als veraltet angesehen werden, so dass eine Kontrolle/Überarbeitung dringend erforderlich ist.

## Entwicklung
Einige Untersuchungen mit dem vollständigen Wechslertest haben gezeigt, dass eine differenzierte Interpretation von Leistungsschwankungen in den Untertests im Sinne einer Profilanalyse oder als Index wie die Berechnung des sog. Abbau-Quotienten zur Diagnose eines hirnorganischen Intelligenzabbaus problematisch bzw. statistisch nicht haltbar sind.
Zur ausschließlichen Bestimmung eines Gesamt-IQ-Wertes sind die Wechsler-Skalen zu umfangreich und unökonomisch. Bei einer Durchführungsdauer von bis zu 90 Minuten können sie eine nicht notwendige zusätzliche Belastung für Patienten darstellen. Aus diesen Gründen sind schon früh und wiederholt Vorschläge für eine Kurzform gemacht worden, allerdings ohne differenziertere statistische Analysen.
Aus der vielfachen Kritik an den Unzulänglichkeiten und methodischen Fehlern des HAWIE wurde seit 1968 und in den folgenden Jahren, zum Teil auch mit Unterstützung der Deutschen Forschungsgemeinschaft, die Möglichkeit einer teststatistisch gesicherten und ökonomischen Kurzform untersucht, um eine Methodik zu diskutieren, die bei einer Neubearbeitung der HAWIE-Gesamt-Skalen anwendbar sein könnte.
Das Verfahren orientiert sich an Prinzipien der klassischen Testtheorie. Die Auswahl der HAWIE-Subtests zu dem Verfahren erfolgte nach der Methode von Wherry-Doolittle, einem Verfahren der schrittweisen linearen Regression, um eine Schätzung des HAWIE-Gesamt-IQ mit weniger Untertests und vertretbarem Validitätsverlust zu ermöglichen. Dazu wurde aus den Daten des HAWIE-Gesamttests an einem Patientenkollektiv (n = 305) der Universitätsnervenklinik Berlin die vier Untertests AW, GF, BE und MT als ausreichend befunden. Diese Viererbatterie wurde nach der klinischen Untersuchungsgruppe vorläufig als WIP – Reduzierter Wechsler-Intelligenztest für psychiatrisch Kranke, bezeichnet. „Obwohl der Test mittlerweile auch für nicht-klinische, d.h. normale Populationsgruppen erschlossen wurde, behielt man die alte Abkürzung bei, da sie infolge der rapiden Testverbreitung allgemein üblich wurde.“ (Brickenkamp, 1975, S. 169)
Die Korrelationen der WIP-Subtestwerte mit dem HAWIE-Gesamt-IQ betrugen r = 0,888. Kontrolluntersuchungen an einer großen Patientengruppe (n = 617) der Universitätsklinik Freiburg i.Br. mit einem r = 0,901 und mehreren Normalgruppen (r = 0,92 bis r = 0,96) haben die Ergebnisse voll bestätigt. Sie unterstreichen die Brauchbarkeit des WIP für die Diagnostik der allgemeinen intellektuellen Leistungsfähigkeit. Weitere Autoren fanden, "dass der Informationsverlust durch die Verwendung der Kurzform gegenüber dem HAWIE sehr gering" (Baxa et al. 1970, S. 228–231) ist.
Zu beachten ist allerdings, dass hohe Korrelationen nicht bedeuten, dass auch die ermittelten IQ-Werte numerisch identisch sind. Lineare Verschiebungen wirken sich nicht korrelationsmindernd aus. Bei einer Anwendung als Kurzform zur Schätzung des Gesamttest-IQ ermittelten Orgass und Hartje einen Standardschätzfehler von 8.45, was einer mittleren Abweichung von ca. ± 9 Punkten beim IQ zwischen HAWIE und WIP72 entspricht. Aber die Bewährung des WIP von 1972 ist nicht abhängig von der numerischen Übereinstimmung mit dem HAWIE-IQ. Denn der Test ist "mehr als eine zeitsparende Kurzform … (er) könnte sich durchaus als eine Weiterentwicklung und Verbesserung des HAWIE erweisen. Um dies zu überprüfen", so heißt es bei Orgass und Hartje weiter, "sollte man den WIP wie einen völlig eigenständigen Test behandeln und seine diagnostischen Eigenschaften direkt untersuchen, statt sie nach seiner Übereinstimmung mit dem HAWIE zu beurteilen".

Weitere statistische Untersuchungen an unterschiedlichen Populationen haben die Entwicklung des WIP86 als einen eigenständigen Test mit eigenen Normwerten ermöglicht.

## Gütekriterien
Differenzierte Angaben zu den umfangreichen und subtilen statistischen Analysen findet man in den WIP-Handbüchern. Einen zusammenfassenden Überblick gibt Brickenkamp:
Objektivität – Auswertungsobjektivität
Sechs Diagnostiker errechneten aus der unabhängigen Auswertung von 50 identischen Testprotokollen Objektivitätsindizes der vier Subtests zwischen r = 0,956 (BE) und r = 0,993 (MT).
Reliabilität
"Item-Analysen" ergaben unterschiedliche Schwierigkeits-Indices, so dass die Anordnung für den WIP geändert werden musste. Die Koeffizienten einer "Konsistenzanalyse" nach Kuder-Richardson, Formel 20, liegen in jeweils zwei Stichproben von Patienten und normal Gesunden für AW zwischen r = 0,53 und r = 0,89. Für BE liegen die Werte zwischen r = 0,72 bzw. r = 0,53. Die innere Konsistenz von GE liegt zwischen r = 0,44 und r = 0,87 und die von MT zwischen r = 0,73 und r = 0.87. Die Werte sind varianzanalytisch nach HOYT UND STUNKARD bestimmt worden. Für den gesamten WIP erbrachte die Konsistenzbestimmung nach der Odd-even-Methode mit Korrektur nach SPEARMAN-BROWN r = 0,94. Zur Homogenität ergaben sich Interkorrelationen von r = 0,35 bis r = 0,57.
Validität
Für die "interne Validität" wurde eine durchschnittliche Korrelation der Untertests mit dem Gesamt WIP von r = 0,62 errechnet. Die multiple Korrelation zwischen WIP-Untertests und der HAWIE-Gesamtskala betrug in zwei Stichproben r = 0,89 bzw. r = 0,97.
Die Korrelation von WIP und IST lag bei r = 0,83. Doppelte Kreuzvalidierungen mithilfe von Regressionsgleichungen aus WIP- mit HAWIE-Subtestwerten einseitig und wechselseitig erbrachte Werte zwischen r = 0,92 und 0,96 bei einem Standardschätzfehler von s = 5,8 bis 7,0 (Seydel, 1972). Für die externe Validität wurde der WIP mit folgenden Tests korreliert: Test d2 r = 0,38; Benton-Test r = 0,35.
Normwerte
Die Rohwerte aller Untertests in den WechslerSkalen sind – wie zunächst auch im WIP – nicht normalverteilt. Eine lineare Standardtransformation in Wertpunkte führt aber in den hohen Bereichen zu verzerrten und unrealistischen IQ-Werten: Danach hätte Einstein einen IQ zwischen 160 und 180, der Mathematiker Gottfried Wilhelm von Leibniz läge mit einem IQ von 205 darüber, wäre aber von Goethe mit einem IQ von 210 als intelligenteste Persönlichkeit aller Zeiten dank falscher Test-Standardisierung überholt. Im WIP wurden die nicht normal verteilten Rohwerte über die kumulierte Prozenthäufigkeit (WIP 72) bzw. flächentransformiert (WIP 86) in normalisierte T-Werte bzw. T*-Werte übertragen um solche Verzerrungen zu vermeiden. Das ließ sich aber auf die deutsche Bearbeitung der Wechsler-Skalen im HAWIE nicht übertragen. Denn der „amerikanische Herausgeber bestand auf eine möglichst enge Anlehnung der deutschen Version an das amerikanische Original…“, schreibt der Herausgeber des HAWIE-R, Uwe Tewes. Die Beschränkung gilt auch für die Standardisierung, und so heißt es in dem Vorwort der deutschen Bearbeitung weiter: Das amerikanische „Copyright setzt den Bemühungen Grenzen, bei der Neubearbeitung aller öffentlichen Kritik an der ursprünglichen Version gerecht zu werden“ (Tewes, 1990).

## Vergleichbare Entwicklungen
Auch für den Hamburg-Wechsler-Intelligenztest für Kinder (HAWIK) wurde ein solcher Kurztest „WIPKI“ mit gleicher Untertestauswahl von Ingrid Baumert 1973 entwickelt und bezüglich Konzept und der Abkürzung am WIP angelehnt.